# Mýtinka (Vojtanov)
Mýtinka (németül: Rossenreuth) Vojtanov településrésze Csehországban a Karlovy Vary-i kerület Chebi járásában. Központi községétől 3 km-re délnyugatra fekszik. A 2001-es népszámlálási adatok szerint 4 lakóháza és 6 lakosa van.

## Története
Első írásos említése 1395-ből származik. 1869 és 1921 Horní Lomany községhez, 1930 és 1975 között pedig Poustka községhez tartozott. 1976-ban Františkovy Lázně városhoz csatolták, ezt követően 1990-től Vojtanov község településrésze.

## Népesség
A település népessége az alábbiak szerint alakult:
| Lakosok száma | 106  | 70   | 64   | 94   | 58   | 53   | 39   | 11   | 6    | 14   |
|               | 1869 | 1890 | 1900 | 1921 | 1930 | 1961 | 1970 | 1991 | 2001 | 2021 |